# Canciones de trabajo
Las canciones de trabajo, o también llamadas tonadas de trabajo, eran aquellas que llevaban a cabo los trabajadores durante su jornada laboral. Generalmente, estas canciones eran interpretadas por personas que realizaban trabajos duros y/o repetitivas como por ejemplo: marineros, labradores o cosedoras. La temática de estas canciones era diversa, puesto que nos podemos encontrar desde un bolero de Machín, un cuplet de inicios de siglo, o bien un retorno de Zarzuela del siglo XIX. Como norma general los movimientos de los trabajadores/as iban coordinados con la música y es muy probable que la finalidad de cantar fuera la de aligerar los repetitivos trabajos generalmente agrícolas. Hoy en día, todavía podemos encontrar las reminiscencias del que fueron las tonadas de trabajo, ejemplo de esto sería el grupo de obreros cantante durante su jornada laboral.

## Canciones de trabajo
Mediante la investigación musicológica en todo el territorio catalán, valenciano y balear, se ha podido determinar que, desde un pasado no muy lejano (aproximadamente siglo XIX) hasta la actualidad, había la posibilidad de cantar a todos los trabajos. Prueba de esto, son algunos casos constatados a lugares del País Valenciano, donde se cantaba a los almacenes de fruta, o bien el caso de Sobremunt (Osona) en un taller de vertido de piezas de aparatos de televisión.
Resulta difícil determinar el origen de estos cantos, puesto que hasta la actualidad resultan insuficientemente fundamentadas las diversas teorías sobre la cuestión. Una de estas hipótesis apunta que estos proviene de las diferentes etnias que pasaron por la isla, desde los esclavos musulmanes que quedaron a cultivar las tierras al siglo XIII después de la Reconquista de Jaume I, hasta los cautivos árabes, cogidos por los corsarios, los cuales sirvieron a Mallorca hasta una época relativamente moderna (muy entrado el siglo XVIII). Para tener claro el origen de estas canciones, Baltasar Samper al libro Estudis sobre la cançó popular, propone estudiar las regiones del Norte de África, puesto que resultan interesantes las afirmacions de algunos emigrantes mallorquines hacia la ciudad de Argelia; los mallorquines afirmaban con sorpresa que algunos labradores indígenas de la región algerina, cantaban igual que los labradores de Mallorca.
El uso de la canción de trabajo, en el contexto en el que se encontraba, hacía posible la utilización del catalán, a pesar de que también encontramos en castellano balbuceado que mucha gente empezaba a conocer, e incluso se encuentran palabras en francés, occitano e italiano.
En referencia a las canciones de trabajo podemos encontrar dos tipos: las canciones de trabajo y las canciones estróficas.
Las canciones de trabajo, también llamadas canciones de trabajo, de trabajada, de trabajos del campo, o también corrandes, follies o folies, y  tonadas de batir, de labrar, según los trabajos, se caracterizaban para ser canciones de solista breves y melismáticas cantadas generalmente por un hombre, que era el encargado de realizar los trabajos más duros, con una voz llena, aguda, potente y con un timbre punzante. Podemos destacar que, además de las canciones de trabajo relacionadas con el cultivo, también las encontramos de manera similar en otros trabajos como por ejemplo: recoger aceitunas, higos o almendras, o a la hora de podar los árboles. Este tipo de canciones fueron muy habituales al País Valenciano, en las Islas Baleares y buena parte de Cataluña occidental; a la Cataluña oriental no tenemos ninguna muestra directa, a pesar de que se tiene constancia de la existencia de un repertorio con características melismáticas y tímbricas relativamente parecidas.
Las canciones de trabajo no son un fenómeno exclusivo de los territorios baleares, valencianos y catalanes, puesto que esta tipología se extiende por toda la península ibérica, a pesar de que está más presente a la costa Mediterránea, Sicilia y Cerdeña, buena parte de Italia, la costa Norteafricana y en todo el Mediterráneo oriental.

### Estructura
En cuanto a su estructura más común, consta de cuatro, cinco o seis períodos musicales que coinciden cada uno con un verso del texto. Este verso está formado por una cuarteta heptasílaba con rima abba o rima a los versos parejos, con la posibilidad de una adhesión de sílabas exclamativas como por ejemplo I, A o A-I . Cuando esta canción se lleva a cabo en un grupo y no de manera individual, encontramos una alternancia entre un verso del solista y uno del grupo, que cuando este lo repite, nunca lo hará de manera exacta.

### Melodía
En referencia a la melodía, estas acostumbran a aparecer de una manera modal, dentro de un ámbito de quinta y sexta, llegando en ocasiones a la novena, pero acabando siempre en el grado básico de la tonalidad. La manera más habitual de articular estas canciones es en unos grados de entonación estable y movible; en general el primero y cuarto grado serán inamovibles, sin embargo el tercero se podrá cromatizar, acercándose al segundo o al cuarto y, en algunas ocasiones, también lo hará el segundo.

### Tempo
El tempo se caracteriza para tener un carácter calmado y lento y para constar de una gran flexibilidad expresiva remarcada con mayor o menor medida en función del cantador. Cada verso empieza con una parte claramente silábica a pesar de que elabora el largos melismas en la segunda. Hay que remarcar que en la primera parte podemos encontrar también pequeños ornamentos que pueden hacer fluctuar de manera notoria el tempo. En función del trabajo elaborado y de la zona geográfica, los melismas u ondulaciones tonales, los podemos encontrar sobre la cuarta, quinta, sexta, o séptima sílaba, y estos acostumbran a aparecer de manera descendente y alargándose sobre el grado final.

### Expresividad
En referencia al interés expresivo de los cantadors, se valoraba notoriamente la capacidad de matices, volúmenes y timbres que uno fuera capaz de realizar, puesto que como es sabido, a la isla de Mallorca, “un bon cantaire ha de  galetjar molt la veu” es decir, hacer muchos melismas. Son las tonadas de labrar las más elaboradas, ricas y expresivas, además de contar con una característica peculiar, la de incluir exclamaciones verbales dirigidas a las bestias, para que estas realizasen algunas órdenes concretas.

### Temática
En cuanto a la temática, englobaba temas muy diversos pero siempre de estricta actualidad, creando así un interés social: el retorcimiento de actitudes, de comportamientos sociales y de informaciones y hechos.

## Canciones estróficas y baladas
Las canciones estróficas relativamente largas, o también denominadas las canciones narrativas, exponen una serie de hechos con una cierta coherencia y orden en los acontecimientos y son muy habituales dentro de las tradiciones orales europeas. Tuvieron una gran importancia dentro de la lengua catalana, puesto que  encontramos una gran cantidad de ejemplos. Las situaciones donde encontrábamos este tipo de canciones eran realmente diversas, y por lo tanto, se puede apreciar como en esta ocasión era la canción musical la que se adaptaba a la situación. Algunas de las situaciones donde era más habitual que acontecieran las canciones narrativas eran: en grupos pequeños de trabajo (segadores y otros trabajos del campo o cosedoras), también las encontramos a trabajos más individuales como podrían ser: los tejedores, los trabajos de casa o el huerto y también, en ocasiones especiales y festivas, como podían ser: una taberna o a unas matanzas. Estas canciones podían cantarse con la alternancia de un solista y de la respuesta por parte de los otros en el retorno. Por lo tanto, consideramos las canciones estróficas como canciones de trabajo, porque en ocasiones se llevaban a cabo en aquellas circunstancias, pero eran claramente diferentes a las tonadas de trabajo de las cuales hablábamos anteriormente.
Hay que remarcar que el término balada es la adopción del término inglés, puesto que en catalán no existía en las denominaciones populares otro término que no fuera el de canción. La palabra romanço deriva del castellano y designaba unas composicións narrativas de actualidad más efímera, generalmente en castellano y difundido por medio de hojas escritas, por lo tanto resulta excepcional encontrar romances que hayan pasado a la difusión oral.
En referencia a la estructuración del texto, podemos distinguir tres grandes grupos: las baladas, las canciones estróficas y las codoladas, siendo este último lo menos numeroso y reducido, tan solo en la isla de Mallorca.
Para explicar y remarcar las diferencias entre las canciones estróficas y baladas, podemos prestar atención a la sigüiente tabla.
| Balada | Canción estròfica |
| --- | --- |
| 1. Estructura estrófica con versos movibles y la posibilidad de ser cantada repetitivamente. Cada estrofa se construye en el momento de cantar.                              | 1. Estructura estrófica fijada. Las estrofas se cantan como unidades cerradas y establos. |
| 2. Número limitado y ordenado de hechos argumentales. | 2. Número extenso y variable de estrofas, relativamente independientes y con un orden no siempre igual. Pueden ser más largas que las baladas y se les pueden añadir elementos argumentales.                                                                 |
| 3. Varios modelos métricos: 7+7, 6+6, 5+5, y otros (7+5, 7+6, 7+4, 6+5). | 3. Mayoritariamente estructuradas en cuartetos heptasílabos, pero también con versos de seis y de cinco sílabas. |
| 4. Retórica fundamentada en una alta repetición de fórmulas. | 4. Construcción menos formulística. |
| 5. Desarrollo narrativo rápido, con hechos expuestos por un orden estricto.                                                                                                  | 5. Desarrollo narrativo más distendido, que se entretiene en consideraciones, detalles y valoraciones. |
| 6. Narración centrada siempre sobre un hecho único, aunque al inicio nos pongan al corriente de algunos antecedentes.                                                        | 6. Narración que puede presentar varios ambientes. |
| 7. Notable presencia de diálogos y retórica dramática. | 7. Retórica narrativa y descriptiva con pocos diálogos. |
| 8. Ausencia de caracterización psicológica de los personajes. La acción transmite la psicología de los personajes, pero no se hacen comentarios o adjetivaciones explícitas. | 8. Son habituales las adjetivaciones explícitas sobre el carácter y la psicología de los personajes. |
| 9. Los ambientes, los datos de tiempos y los nombres de los lugares y de los protagonistas tienen un valor simbólico o secundario. Nunca toman valor de referencia real.     | 9. Aparece una voluntad clara de arraigo a un lugar, tiempo y ambiente, con nombres propios, nombres de lugares, fechas históricas y descripciones detallistas con referencias comprobables. Los dictadores de canciones a veces se mencionan en la canción. |
| 10. No se hacen comentarios morales de los hechos. La enseñanza moral se puede deducir, pero prácticamente nunca es explícita.                                               | 10. Aparecen frecuentes comentarios morales y directrices explícitas de comportamiento, hasta el punto de empezar llamando a los santos y a las divinidades.                                                                                                 |

## Baltasar Samper
Baltasar Samper, en su libro Estudis sobre la cançó popular, habla sobre las canciones de trabajos agrícolas en Mallorca. Después de iniciar el proyecto de la Obra “Cançoner popular de Catalunya” en 1922, con el fin de recoger material folclórico, musical y literario de este lugar, llega a la isla de Mallorca con la encargo de recorrer las Islas Baleares haciendo investigación de materiales musicales folklóricos. Una vez empezada la investigación, diferenció dos tipos de canciones. En primer lugar las que se cantan de manera común en todas las ocasiones, como ocurre del mismo modo a los países catalanes, y tratan sobre temas religiosos, amorosos, etc. Y en segundo lugar, aquellas que eran exclusivamente propias de los trabajos de campo, y es sobre estas últimas sobre las que trataremos a continuación.
En primer lugar, se puede apreciar como los labradores mallorquines, no podían llevar a cabo el trabajo del campo sin cantar. De este modo, en la isla de Mallorca se pueden diferenciar diferentes tonadas de trabajo, de entre las cuales podemos destacar: tonadas de labrar, esterrossar, cavar, segar, trillar, abanicar, picar, cosechar higos, de cosechar olivas, de la tafona, del pisar, de trascolar, del podar, del tondre, del hacer hormigueros, del romper, picar y espadar el cáñamo, etc. Era tan fuerte la relación entre trabajo y música que Samper se vio con dificultades, en varias ocasiones, cuando intentaba grabar algunas tonadas de trabajo y los labradores eran incapaces de cantar la canción sin realizar la acción propia del trabajo mencionado; como se explica muy claramente en el libro, los labradores que sabían segar, tenían que realizar la acción mientras cantaban, en caso contrario corrían el peligro de no acordarse de la letra. Para entender la relación entre trabajo y música, hay que tener en cuenta que esta se utilizaba para aligerar los duros trabajos de campo, y además tenían la función social de mostrar la jerarquización que se encontraba entre los diferentes individuos que compartían lugar y trabajo. Generalmente, los labradores con más experiencia eran quienes empezaban las tonadas y, valga la redundancia, eran quienese llevaban la voz cantante, mientras que los más noveles limitaban su participación a los retornos y determinados versos de la canción. La parte vocal en la música llegó a ser tan importante, que los propietarios de posesiones y terrenos, tenían en cuenta la calidad interpretativa del labrador, puesto que se creía que si la persona en cuestión era buen cantador, era también un buen trabajador. Considerando este hecho, no es de extrañar que en las ocasiones donde se podían juntar hasta 7 cantadores y 28 bestias en una misma era, como pasaba en Santañí, acontecieran auténticas competiciones entre cantadores. La isla de Mallorca se vio fuertemente marcada por su demografía montañosa, hecho que imposibilitaba el uso de maquinaria moderna, y por lo tanto obligaba a los labradores a utilizar maneras de trabajar más rudimentarias, haciendo así posible, la conservación de las tonadas de trabajo en las respectivas ocasiones.

### Ejemplos
A continuación encontraréis algunos ejemplos extraídos del libro Estudis sobre la cançó popular:

#### Trillar
“Haureu observat la profusa ornamentació de què es revesteixen aquests cants. Els cantaires atribueixen importància a tots aquests ornaments, l'execució dels quals designem amb l'expressió: galetjar la veu. Un bon cantaire ha de galetjar molt la veu."
“La tesitura en què es canten sol ésser sempre agudíssima"

#### Labrar
“La tasca de segar els cereals ofereix, com gairebé totes, una sèrie de particularitats molt interessants, hi ha un minuciós ritual que preveu de de la indumentària dels treballadors fins als més petits detalls de la tasca i del mètode de vida durant la temporada que aquella dura.
A les grans propietats era llogat un estol nombrós de segadors, els quals executavenla feina segons un ordre rigorós. Arrenglerats, havien d'avançar, simultàniament, sense descompondre la línia recta que formaven, aquest moviment el regula, en part, el cant, que és dialogat. L'inicia, des d'un extrem de la línia, el cap de colla, anomenat s'escarder major, el qual canta un vers de la cançó, que és repetit immediatament per tots els segadors, a cor.”

#### Podar
“La tonada de l'etsecaiar. Enfilat a l'arbre, el treballador l'esporga, tallant amb una tisora o amb un especial xerrac les branques seques o inútils. Les llestres que s'apliquen a aquesta tornada fan al·lusió sovint al perill constant en què està el treballador, de caure a terra a causa d'algún moviment en fals o de la ruptura d'una branca. Aixísembla advertir-se ell mateix i evitar una distracció perillosa.”

## Estética musical
El acontecimiento musical que surge a partir de las tonadas de trabajo, además de ser un rasgo curioso, resulta también en una conciencia de unidad. Podemos destacar 3 nociones estéticas interpretativas que reunían los trabajadores/cantadores : 
-“Cantar bien”:  se trata de una percepción de conjunto, donde el cantador demostraba su habilidad, potencia y destreza en el canto así como en su trabajo. Se consideraba un buen trabajador aquel quien también cantaba muy bien, por lo tanto, se consideraba el nivel de control vocal directamente proporcional a la destreza en el trabajo.
-“Entonar la voz”: se llama a galejar la voz a una manera de utilizar esta mediante recreaciones melódicas a una tonada. Está relacionada con los movimientos melódicos que en prácticamente todas las ocasiones eran en forma de melisma.
-“Tener una buena miula (potente voz)”: es una característica vocal relacionada con los aspectos tímbrics, de altura e intensidad, y puede referirse tanto a la voz hablada como al canto. Está ligado a las nociones de volumen y potencia, voz aguda y timbre claro y se aplica tanto a hombres como mujeres. Como norma general, se considera a un hombre con “buena miula” a aquellos que tienen la voz aguda, potente y clara, más pareciendo a la de las mujeres. Como dice Jaume Ayats a la revista Nassare, en algunas grabaciones llevadas a cabo por Baltasar Samper  no se conoce si la persona que canta es un hombre o una mujer.